# Comisión de Hacienda del Senado de España
La Comisión de Hacienda del Senado de España es la comisión parlamentaria que se encarga de debatir y estudiar sobre legislación relacionada con la Hacienda Pública y de fiscalizar las competencias del Ministerio de Hacienda, salvo las relativas a los Presupuestos Generales del Estado que son competencia de la Comisión de Presupuestos.
La Comisión de Hacienda de la cámara alta fue creada en la sesión del Estamento de Próceres del 11 de agosto de 1834, nombrando a Antonio Martínez Martínez, a Jacobo María de Parga, al i Marques de Heredia, al xiv Conde de Sástago, al vii Conde de Percent, al señor Posadas, y a Tomás González Carvajal como sus siete primeros miembros. A diferencia de su homóloga en el Congreso, la comisión estuvo fusionada con la de Economía desde la legislatura constituyente hasta el año 2000, cuando volvió a ser una comisión independiente pero muy brevemente, pues en la viii legislatura volvió a fusionarse con Economía hasta finales de 2011, cuando pasó a denominarse Comisión de Hacienda y Administraciones Públicas. Desde 2016 ostenta su denominación original.

## Presidentes
Comisión de Economía y Hacienda
- José Vida Soria (2 de agosto de 1977-11 de noviembre de 1977)
- Ubaldo Nieto de Alba (11 de noviembre de 1977-2 de enero de 1979)
- Ubaldo Nieto de Alba (30 de mayo de 1979-20 de julio de 1982)
- Juan Rodríguez Doreste
  - Primer mandato: 13 de diciembre de 1982-22 de junio de 1983
  - Segundo mandato: 16 de mayo de 1984-23 de abril de 1986
  - Tercer mandato: 16 de septiembre de 1986-25 de julio de 1988
- Eloy Jesús López Miralles (25 de julio de 1988-2 de septiembre de 1989). Interino por defunción del anterior.
- Julián Santiago Bujalance (20 de diciembre de 1989-13 de abril de 1993)
- Fernando González Laxe (14 de septiembre de 1993-9 de enero de 1996)
- Roberto Soravilla (14 de mayo de 1966-1 de octubre de 1999)
- Santiago Lanzuela (6 de octubre de 1999-18 de enero de 2000)
- Carles Gasòliba (12 de mayo de 2004-14 de enero de 2008
- Jordi Vilajoana
  - Primer mandato: 13 de mayo de 2008-8 de febrero de 2011
  - Segundo mandato: 9 de febrero de 2011-26 de septiembre de 2011

Comisión de Hacienda
- Sixte Cambra (10 de mayo de 2000-20 de enero de 2004)
- José Luis Sanz Ruíz (13 de septiembre de 2016-7 de septiembre de 2018)
- José Cruz Pérez Lapazarán (12 de septiembre de 2018-4 de marzo de 2019)
- Cosme Bonet Bonet (30 de julio de 2019-30 de mayo de 2023)

Comisión de Hacienda y Administraicones Públicas
- José Luis Sanz Ruíz
  - Primer mandato: 24 de febrero de 2012-26 de octubre de 2015
  - Segundo mandato: 9 de febrero de 2016-2 de mayo de 2016

## Composición actual
Actualmente está compuesta por 28 senadores:
| Mesa de la Comisión | Mesa de la Comisión | Mesa de la Comisión       | Mesa de la Comisión          | Mesa de la Comisión            | Mesa de la Comisión            | Mesa de la Comisión              | Mesa de la Comisión          |
| Presidente | Presidente | Vicepresidente primero    | Vicepresidente primero       | Vicepresidente segundo         | Vicepresidente segundo         | Secretario primero               | Secretario segundo           |
| --- | --- | ------------------------- | ---------------------------- | ------------------------------ | ------------------------------ | -------------------------------- | ---------------------------- |
| Miguel Carmelo Dalmau Blanco (PSOE) | Miguel Carmelo Dalmau Blanco (PSOE)                                                                                              | Jesús Caro Adanero (PSOE) | Jesús Caro Adanero (PSOE)    | Gerardo Martínez Martínez (PP) | Gerardo Martínez Martínez (PP) | Obdulia Taboadela Álvarez (PSOE) | Antonio Serrano Aguilar (PP) |
| Miembros de la Comisión | |                           |                              |                                |                                |                                  |                              |
| Grupo Socialista | Grupo Popular | Grupo ERC-EH Bildu        | Grupo Ciudadanos             | Grupo Vasco                    | Grupo Nacionalista             | Grupo Izquierda Confederal       | Grupo Mixto                  |
| - Miguel Ángel Heredia - José Aurelio Aguilar Román - Francisco Javier Aragón Ariza - María del Carmen Arana - Santiago José Castellà Surribas - María Ascensión Godoy Tena - Antonio Gutiérrez Limones - Julia María Liberal Liberal - Jesús Javier Lucía Marugán - Gonzalo Palacín - María Jesús Serrano Jiménez - María José Villalba Chavarría | - Elena Muñoz Fonteriz - José Ramón García Cañal - José Vicente Marí Bosó - Jorge Domingo Martínez Antolín - Luisa Fernanda Rudi | - Miquel Caminal Cerdà    | - Ana Pilar Velilla Martínez | - María Dolores Etxano Varela  | - Josep Lluís Cleríes González | - Esperanza Gómez Corona         | - Fabián Chinea Correa       |
| Fuente: | |                           |                              |                                |                                |                                  |                              |